# Ringo (chanteur)
 (février 2025).
Si vous disposez d'ouvrages ou d'articles de référence ou si vous connaissez des sites web de qualité traitant du thème abordé ici, merci de compléter l'article en donnant les références utiles à sa vérifiabilité et en les liant à la section « Notes et références ».
Pour les articles homonymes, voir Ringo et Bayle.
Ringo, pseudonyme de Guy Bayle, est un chanteur français, né le 11 mai 1947 à Toulouse.
Son producteur lui choisit le pseudonyme « Ringo Willy Cat », qui devient simplement « Ringo » sur son premier album. Après s'être fait connaître pour sa chanson Elle, je ne veux qu'elle en 1971, il connaît un énorme succès, deux ans plus tard, avec Les Gondoles à Venise qu'il chante en duo avec son épouse, la chanteuse populaire Sheila.

## Biographie

### Le succès
À ses débuts, Guy Bayle est renommé par son producteur Claude Carrère « Ringo Willy Cat ». Ce même producteur fait disparaître le « Willy Cat » à la sortie de son premier 30 cm et de son quatrième 45 tours en fin d'année 1972, en raison de plaisanteries douteuses. Cependant, dès son deuxième disque Elle, je ne veux qu'elle, la pochette mentionne déjà le simple pseudonyme « Ringo ». 
Ses principaux succès, au début de sa carrière, sont : Elle, je ne veux qu'elle (1971), Trop belle pour rester seule et Ma jalousie (1972). Le titre Les Gondoles à Venise (en duo avec Sheila, qu'il vient d'épouser) est un immense tube en 1973.
Il y a ensuite Une bague, un collier et Une heure, une nuit (1973), Tentation (un instrumental réalisé avec sa propre voix[pas clair]), Accepte-moi et Remets ce disque (1974), La rupture, Rossana et Fille sauvage (1975), Les oiseaux de Thaïlande, Comme hier et Se quitter est impossible (1976), Les violons de Verlaine, Toi, moi et Good bye, Elvis (1977), Ma Pompadour, Fais-le-moi savoir (adaptation de Make me know it, chanson d'Elvis Presley) et Darlin' (chanson également chantée en anglais par Joe Dassin) (1978), C'est bon de te voir et Qui est ce grand corbeau noir ? (adaptation de Video Killed the Radio Star des Buggles, écrite par Étienne Roda-Gil, auteur de chansons notamment pour Julien Clerc) (1979).
Ringo est très présent dans le magazine Podium, de Claude François, entre 1972 et 1978, où de nombreux articles et couvertures lui sont consacrés.
Avec Sheila, il forme un couple médiatisé durant quelques années : mariage le 13 février 1973, à 13 h 13, puis naissance de leur fils Ludovic (1975-2017) et enfin divorce le 30 novembre 1979. Ce fils a d'ailleurs publié une autobiographie racontant sa vie avec (ou plutôt sans) son père. Le divorce des deux vedettes provoque également une rupture de Ringo avec le producteur Claude Carrère (également et de longue date, producteur de Sheila). 
Sa prestation sur le plateau de Midi Première le 29 avril 1977 à Domme en Dordogne est célèbre dans la petite histoire de la télévision. Alors qu'il interprète La Fille que j'aime, une de ses chansons, un manifestant anarchiste, cheveux hirsutes et cigarette à la bouche, intervient avec une banderole à message politique. Le chanteur le repousse violemment tout en continuant son play-back. Ironie du sort, au même moment, il dit dans la chanson : « Je ne me battrai pas. » Il déclare plus tard à Danièle Gilbert qu'il a eu « un geste brusque » mais que cela n'était « pas grave ». L'animatrice déplore que des gens aient « confondu émission de variétés et revendications ».
Ringo, dont tous les disques sont au départ produits et distribués chez Disques Carrère, fonde en 1975 sa propre maison de production, Formule 1, la fait distribuer par RCA en 1980-81, avant que Formule 1 ne disparaisse. Le chanteur continue sa carrière, sans grand succès, entre les années 1981 et 1983. Son dernier disque, publié en 1983 sur le label Delphine, s'intitule J'ai toujours besoin d'amour.
La dernière apparition à la télévision de Ringo en tant que chanteur a lieu le 19 mars 1983 à l'émission de variétés de Michel Drucker Champs-Élysées.

### Après la chanson
Depuis la fin de sa carrière de chanteur, Ringo, qui a repris son nom d'état civil, s'est essayé à la restauration en ouvrant à Paris en 1985 le City Rock Café. Il reprend la salle de spectacles Bobino qu'il rebaptise Le Wiz (revendue ensuite au journaliste Philippe Bouvard qui lui redonne son nom d'origine), et ouvre à Toulouse en 2000 le Jim Mc Mahon's,. En difficulté, le restaurant est placé en redressement judiciaire en juillet 2001 puis en liquidation en avril 2002. 
Ringo est pris en main en 2001 par l'association La roue tourne fondée par le comédien Paul Azaïs et dont Janalla Jarnach a été la première présidente. Cette association vient en aide aux artistes, aux techniciens du spectacle ou aux anciennes stars déchues du show-business en grande difficulté.
Bien que Ringo soit l'auteur et le compositeur de plusieurs chansons, celles qui ont fait son succès ont été écrites par d'autres auteurs et compositeurs. Ringo est donc surtout reconnu comme un interprète. Après 1985, ses chansons sont plus rarement diffusées sur les radios[réf. nécessaire]. 
2013 est l'année de son retour en musique avec la réédition de ses albums et un nouveau single. Mais, en 2015, l'échec du retour de Ringo est confirmé : il n'y aura pas de nouvel album, son spectacle à l'Olympia prévu en février 2015 est annulé (une captation filmée était prévue, pour la sortie d'un DVD), la vente des rééditions de ses albums ayant eu un succès très mitigé. 
Ringo reprend contact avec l'association La Roue tourne, où il tente de monter de petits spectacles dans des cabarets ou des grandes surfaces, parfois en collaboration avec Jean-Pierre Descombes, son ami de longue date. Mais ce sera de nouveau un échec. 

Toutefois, il estime avoir eu une carrière bien remplie dans le show-business avec quelque 19 albums : 

« Alors que souvent, dans ce métier, certains ne sortent qu'un album, d'autres quelques-uns… Moi, j'en ai fait presque vingt. Donc, j'ai réussi et ma carrière peut être considérée derrière moi. J'ai eu mon moment de célébrité même si certains ne l'auront jamais. Ce n'est pas rien, et j'ai réussi, là où tant ont échoué. »

Dans la nuit du 7 au 8 juillet 2017, Ludovic Bayle-Chancel, écrivain et jet-setter, le fils qu'il a eu avec la chanteuse Sheila, meurt à l'âge de 42 ans, laissant derrière lui une fille, Tara Rose, née en 2001.
En 2021, Effello (guitariste des Wampas ainsi que d'Effello et les extraterrestres) reprend des chansons de Ringo version punk rock dans un album intitulé « Ringo Forever ».

## Discographie

### 45 tours
- 1971 : L'Homme / Adorable Pussycat (sous le nom de Ringo Willy-Cat)
- 1971 : Elle, je ne veux qu'elle / Juges[7]
- 1972 : Trop belle pour rester seule / Cinderella
- 1972 : Ma jalousie / Viens, donne
- 1973 : Les Gondoles à Venise (avec Sheila)
- 1973 : Une bague, un collier / Tu m'appartiens
- 1973 : Une heure, une nuit / Lady Banana
- 1973 : Tentation
- 1974 : Accepte-moi / Button black
- 1974 : Remets ce disque / Érotisme conjugal
- 1975 : La Rupture / Ne fais pas la guerre à l'amour[8]
- 1975 : Rossana / Obsession
- 1975 : Fille sauvage / Poupée vivante
- 1976 : Les Oiseaux de Thaïlande / T'aimer en musique
- 1976 : Comme hier / Cynthia
- 1976 : Se quitter est impossible / Ne me condamne pas[9]
- 1977 : Les Violons de Verlaine / La Fille que j'aime
- 1977 : Toi, moi / Une rose en enfer
- 1977 : Goodbye, Elvis
- 1978 : Ma Pompadour / Comme un fou
- 1978 : Fais-le moi savoir / Je suis un vagabond
- 1978 : Darlin’ / Je cherche une môme qui me plaise
- 1979 : Tu veux que je te quitte / Ne laissez pas mourir le rock’n’roll
- 1979 : C'est bon de te voir / Le chien perdu
- 1979 : Qui est ce grand corbeau noir ? / Ne laissez pas mourir le rock’n’roll[10]
- 1980 : Allô à l'O.V.N.I. / Rocky Punch
- 1980 : Un homme ne pleure pas / Le chemin est long l'ami
- 1981 : Tendrement / Le macho des canapés
- 1982 : L'Ange exterminateur (L'antéchrist) / Maladie rose
- 1982 : La Voix du magnétophone / My baby avait raison
- 1983 : J'ai toujours besoin d'amour / Les stars s'endorment aussi
- 2013 : Tentation 2013 - The Remixes by Ms Project

La discographie en album de Ringo est difficile à établir car Carrère, sa maison de disque pendant la majeure partie de sa carrière, sortait plutôt des compilations mélangeant titres nouveaux et anciens que de véritables nouveaux albums ; la plupart des titres se retrouvent ainsi sur plusieurs disques.
De 1971 à 1983, Ringo a enregistré plus de 80 chansons en studio (certaines sont rééditées en CD en 2013), un double album en public et plusieurs 45 tours en espagnol, italien et anglais.
Un DVD compilant des séquences d'émissions de télévision de Ringo entre 1971 et 1983 est édité fin 2020.
Certains contrats d'édition de l'époque seraient introuvables, ce qui crée un flou juridique rendant difficiles les rééditions des œuvres du début des années 1970[réf. nécessaire].